# Khaganat de la Rus'
VIIIe – IXe siècle
Entités suivantes :
- Rus' de Kiev

Le Khaganat de la Rus’ est une entité politique hypothétique qui aurait existé entre la fin du VIIIe siècle et la fin du IXe siècle. Premier État Rus', antérieur à la Rus' de Kiev, il a la caractéristique d'être gouverné par un Khagan. Ce titre, emprunté aux Khazars n’implique pas nécessairement l’existence d’un véritable Khaganat selon le modèle impérial nomade, mais il en a suscité l'hypothèse.
Ce Khaganat aurait consisté en une fédération d'emporia et cités-États marchandes dominées par une classe dirigeante suédoise. Elle se caractérise par une grande diversité ethnique, intégrant des baltes, slaves, finno-ougriens, turcs et magyars. Bien que son étendue fasse l’objet de débats, il se situerait dans le Garðaríki des sources nordiques et aurait pour principaux établissements Holmgarðr, Staraïa Ladoga, Lyubsha (en), Alaborg (en), Sarskoye Gorodishche (en) et Timerevo (en). C'est à cette période et dans cet espace que se serait développée une ethnicité slave orientale distincte qui prendra le nom de Rus'.
Mentionné dans les sources en 839 lors d'une ambassade diplomatique Rus' dans les Annales de Saint-Bertin, l'usage du titre de (la) Сhaganus ou (grc) Χαγάνος, traduit par khagan est reproduit dans plusieurs sources jusqu'à sa dernière mention en 922. Les recherches convergent pour affirmer qu'une organisation politique éphémère est particulièrement active dans le commerce de la route commerciale des Varègues aux Grecs et décline à partir des années 870.

## Hypothèse et historiographie

### Сhaganus
L’utilisation du titre de Сhaganus ou Χαγάνος, traduit par khagan, pour décrire le chef de certains groupes normands dits Rus’ est attestée dans plusieurs sources historiques, la plupart étrangères, datant du IXe et Xe siècles. Cependant, le terme Kaghan reste employé par le Métropolite de Kiev même après la formation de la Rus' de Kiev jusqu'au milieu du XIe siècle,. Cet emploi ultérieur ne s'accompagne pas du système administratif du Khaganat, mais il peut être considéré comme visant à légitimer les prétentions hégémoniques sur les anciens territoires khazars.
La plus ancienne référence européenne concernant un peuple Rus’ dirigé par un Сhaganus, traduit par khagan, est tirée d'annales d'Europe occidentale, les Annales de saint Bertin, qui font mention d’un groupe de Normands appelés Rhos (qui se, ide est gentem suam, Rhos vocari dicebant), qui visitent Constantinople en 838, puis se rendent à Ingelheim en 839,,. Le titre est également employé en 871 par Basile Ier le Macédonien pour désigner les chefs suprêmes des Avars, des Khazars et des hommes du Nord (Nortmano). Ahmad ibn Rustah, un géographe musulman perse du Xe siècle portant une attention particulière à la transcription des titres, écrit que le khagan rus’ (khāqān rus) vit sur une île au milieu d’un lac,. Toutefois, il est surprenant que le Livre des chemins et des royaumes de Ibn Khordādbeh ne mentionne pas le titre de khagan en parlant des Rus’. Le Hudud al-Alam, rédigé à la fin du Xe siècle et ayant potentiellement emprunté aux textes antérieurs, se réfère au roi des Rus’ comme au Khāqān-i Rus. Enfin, Abu Saïd Gardizi (en) mentionne au XIe siècle un khāqān-i-rus dans son ouvrage Zayn al-Akhbār, s'appuyant sur les dénominations du IXe siècle,.
Le titre a donné lieu à de nombreuses études et interprétations visant tout d'abord à identifier celui qui est désigné comme le Chaganus des Rus'. Du fait du caractère complexe de l'historiographie des origines russes, les versions sont nombreuses. Certains y voient une origine khazare, les anti-normandistes y voient une origine obligatoirement slave imitant le Avar Khagan, tandis que les normandistes considèrent qu'il ne s'agit pas d'un titre mais du nom norvégien Håkan,. Les pistes normandistes et anti-normandistes tendent à être abandonnées au profit de l'hypothèse khazare.
Si le mot chacanus est documenté dans des sources grecques et latines, aucune ne précise ni n'affirme que les Normands Rus' étaient politiquement organisés en Khaganat, c'est-à-dire que du titre Khagan porté par un chef, elles n'induisent pas que leur organisation était de forme impériale.

### Hypothèse
À partir du titre chacanus (Khagan), les chercheurs développement l'hypothèse du Khaganat de la Rus', antérieur à la dynastie Riourikides, bien que son emploi par un groupe scandinave interroge sachant qu'il s'agit d'une forme d'organisation politique impériale spécifique aux peuples nomades des steppes eurasiennes. Selon Duzcko, l'emploi du titre chacanus par les Rus' signifie que s'ils se considéraient comme un Khaganat, ils devaient aussi savoir qu'ils n'étaient pas le véritable khaganat, lequel était l'Empire khazar.
La plupart des historiens s’accordent pour dire que le titre de khagan est emprunté par les Rus’ aux Khazars, mais le contexte de cet emprunt est encore discuté,. Selon Anatoly Novoseltsev, l’adoption du titre de khagan par les Rus’ est destiné à affirmer leur égalité avec les Khazars. Thomas Noonan fait écho à cette théorie en affirmant qu’il y a certains liens entre les chefs rus’ sous l’égide d’un « Roi des mers » au IXe siècle et que ce « Grand Roi » adopte le titre de khagan pour établir sa légitimité aux yeux de ses sujets et des États voisins. Selon cette théorie, ce titre est le signe que son détenteur règne de « droit divin ». Cependant cette hypothèse est considérée peu probable car elle s'oppose à la nature sacrée du titre qui ne permet pas son obtention par simple affirmation. En effet, Peter Benjamin Golden considère que le système politique turcique ne permettrait pas une usurpation de cet ordre et que le titre pourrait être donné par le Khagan Khazar,. Selon lui, il n'y a que deux raisons possibles : la formation d'un lien dynastique par mariage ou le renforcement d'un État vassal relevant d'un intérêt stratégique et militaire important. Toutefois, on ne trouve aucune trace démontrant que les Rus’ du IXe siècle soient les sujets des Khazars. Pour les observateurs étrangers (comme ibn Rustah), il n’y a pas de différence concrète entre les titres des souverains rus’ et khazars. Dans son hypothèse de la nomination d'un Khagan à la suite d'un mariage dynastique avec le Khagan Kazhar, Peter Benjamin Golden note que le Mojmal al-Tawarikh (en) rédigé au XIIe siècle indique que les rois Rus' et Khazar ont une ascendance commune. Cependant, il peut s'agir d'une réécriture tardive sur base des données d'Ibn Rusta.
Enfin, les principales critiques relatives à l'hypothèse d'un Khaganat de la Rus' remettent son existence en question. En effet, si les sources du IXe siècle mentionnent un chacanus, elles ne permettent pas de l'identifier et n'indiquent pas l'existence d'un Khaganat de la Rus'. Les sources plus tardives qui rappellent le titre d'un Khagan Rus' ne mentionnent pas non plus l'existence d'un Khaganat.

### Historiographie

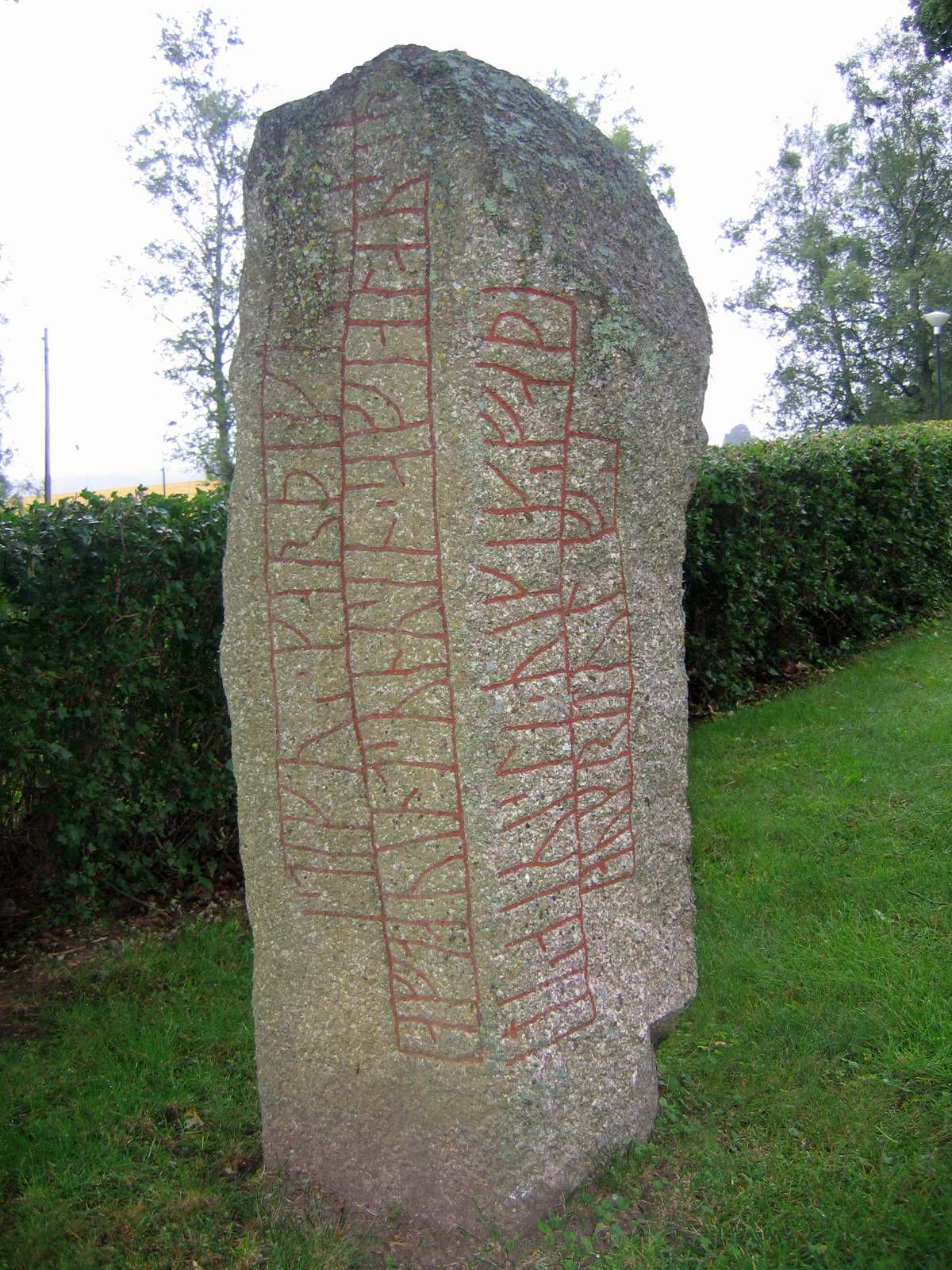
Les inscriptions runes de Kälvesten date du IXe siècle. C'est la plus ancienne stèle connue couverte de telles inscriptions rappelant les expéditions vers l'Est

Les questions relatives aux origines de la Russie sont directement liées à l'hypothèse du Khaganat de la Rus et fait l'objet d'une opposition entre courant normanistes et anti-normanistes (en) (relatif au caractère scandinave ou non) de la création de la Rus' de Kiev. Le Kaghanat de Rus occupe une position délicate dans ce débat, perçu tantôt comme colonie étrangère, tantôt comme symbiose ethno-politique. Le problème ne relève pas seulement du manque de données à exploiter, mais aussi de forts ressentiments nationalistes.
Au XIXe siècle, le territoire ukrainien est soumis à une prohibition linguistique qui mettent un terme aux éventuelles recherches historiques que l'Empire russe considère séditieuses. Cette situation entrave directement les recherches relatives aux origines Rus'. Toutefois, plusieurs historiens parviennent malgré cela à travailler sur le sujet en le couvrant d'éléments nationalistes russes. Le chauvinisme grand-russe, puis le nationalisme post-communiste influencent à leur tour la question. Dans les années 1960, Leo Klein (en) tente de dépasser cette polarisation en étudiant objectivement les preuves archéologiques et textuelles. Plus récemment, Oleksiy Tolochko (en) propose d’interpréter l'organisme politique antérieur à la Rus' de Kiev comme une forme d’entreprise coloniale scandinave, dotée d’une administration, d’un pouvoir armé, et d’une exploitation organisée des populations locales.
La mention du titre de chacanus en 839 est l'objet de nombreuses recherches comportant des biais nationalistes qui la considèrent comme la principale preuve du premier État russe associé aux empires nomades des steppes. Après la chute de l'Union des républiques socialistes soviétiques, les recherches prennent une approches normanistes.
Les sources contemporaines nordiques n'abordent pratiquement pas la présence scandinave dans ces territoires et la Chronique des temps passés représente les Varègues comme des oppresseurs dont l'un d'eux, nommé Rus, finit par gouverner un premier État. Ce récit conditionne l'historiographie de cette période. Les données archéologiques manquent fortement et leur traitement tend à simplifier leur interprétation en un narratif éloigné de la réalité.

## Histoire

### Origine

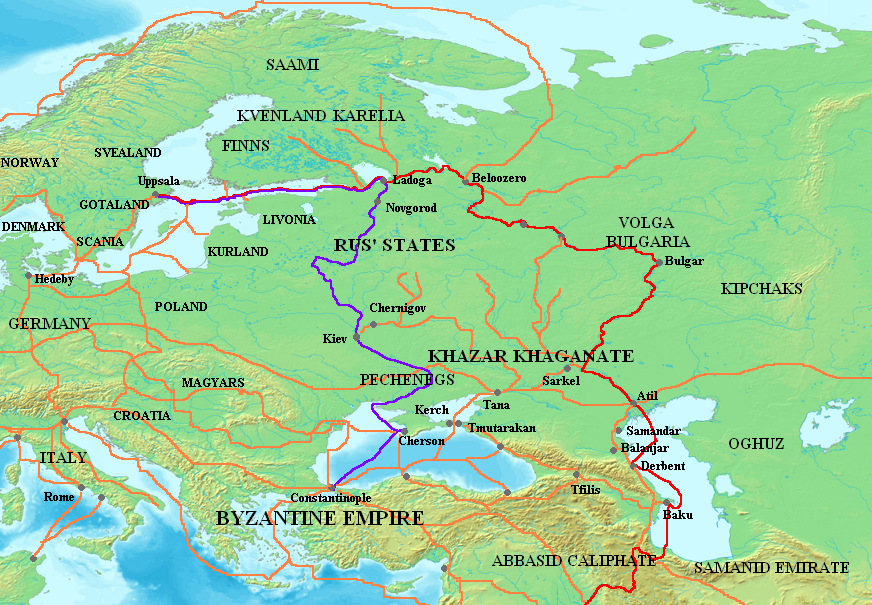
Route commerciale des Varègues aux Grecs : en rouge, la route initiale par la Volga; en bleu, la route établie par les Varègues à la fin du VIIIe siècle.

Entre le VIIe et le Xe siècle, l'Europe de l'Est est peuplée de Slaves, Baltes, Finno-Ougriens et peuples turciques, organisés en sociétés tribales. L’unique puissance régionale stable avant le Xe siècle est l’Empire des Khazars. Dans ce contexte, des Scandinaves, principalement des Svear, apparaissent dès le milieu du VIIIe siècle dans la région forestière au nord-est de l'Europe. George Vernadsky (en) estime que le Donets est parcouru par des scandinaves dès 737. Différents indices d'un premier réseau commercial à longue distance reliant la mer Noire à la mer Baltique sont identifiés dès le VIIe siècle. Motivés par la richesse en fourrures prisées sur les marchés européens et orientaux, des Suédois s'implantent dans le Nord de la Russie, à Staraïa Lagoda notamment, puis établissent des routes commerciales via la Volga et l’Oka ponctuées de colonies de transit. Ces marchands et aventuriers sont désignés par les Khazars sous le nom de Rus, terme qui sera repris par les Byzantins et les Arabes,. Toutefois, ces marchands n'agissent pas en tant qu'entité unique, mais en tant que petits groupes concurrents.

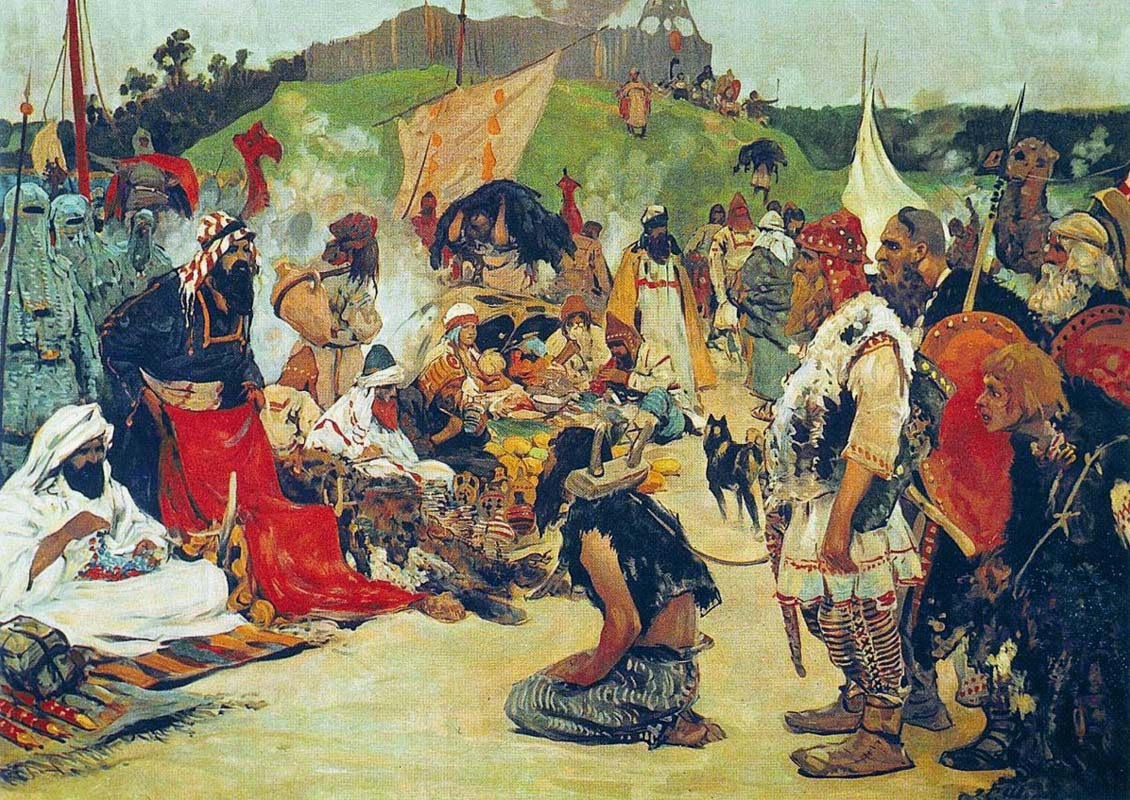
Les Rous’ négociant avec les Khazars. Toile de Sergueï Ivanov, 1913.

Les origines du Khaganat de la Rus’ sont incertaines. George Vernadsky (en) dit que les premiers Rus' sont associés à des groupes khazars dès 739 afin de lutter contre les incursions arabes. Ces estimations manquent de sources sur lesquelles s'appuyer. Toutefois, le volume des dirham d'argent échangés le long de ce nouvel axe commercial débute au cours du VIIIe siècle, le premier identifié datant d'environ 786. Ces profits renforcent probablement l'intérêt des implantations dans la région pour l'élite scandinave,. Le flux des échanges de dirhams et de dinar en Scandinavie et en mer du Nord, comme le fameux dinar d'Offa, pourraient provenir de cette route commerciale orientale. Les recherches récentes considèrent que la culture politique du Khaganat rus’ est profondément influencée par ses contacts avec les Khazars,,. Selon Duczko, l'émergence d'un Khaganat de la Rus' pourrait trouver racine dans les événements conflictuels survenus au sein de l'Empire Khazar à la fin du règne de Bulan, et surtout lors du règne de son successeur.
Omeljan Pritsak suppose qu’un khagan khazar du nom de Khan-Tuvan Dyggvi, exilé après avoir perdu une guerre civile, s’établit avec ses partisans dans la colonie normando-slave de Rostov où il épousa quelqu’un de la noblesse scandinave locale et fut l’ancêtre de la dynastie des khagans rus’. Zuckerman rejette cette théorie comme pure spéculation. De plus, on ne trouve nulle trace dans les sources de l’époque d’un khagan khazar en fuite se réfugiant chez les Rus’. Cependant, un lien possible entre les Khazars et les souverains Rus' postérieurs au Khaganat pourrait être confirmé par l’utilisation d’un tamga en forme de trident par Sviatoslav Ier,,.

### Formation politique éphémère
La datation de l'hypothétique Khaganat de la Rus’ a fait l’objet de débats entre spécialistes et demeure incertaine. Plusieurs auteurs situent sa formation vers 830,. Selon Magocsi, une guerre civile pousse les vaincus, du nom de Kabars, à s'installer dans le nord occupé par les Rus' et au sud chez les Magyars. Ces réfugiés politiques au sein établissements marchands varègue causerait, dans les années 830, l'émergence d'un nouveau centre de pouvoir, le Khaganat Rus'. Selon Duczko, l'implication des Rus' dans la politique extérieure byzantine atteste de la présence d'une organisation politique suffisamment établie dès le début du IXe siècle ou au plus tard en 838,. Quelle que soit la datation, de sa formation, ce Khaganat Rus' est considéré comme la première organisation politique Rus' qui dépasse la dimension coloniale et marchande initiale.

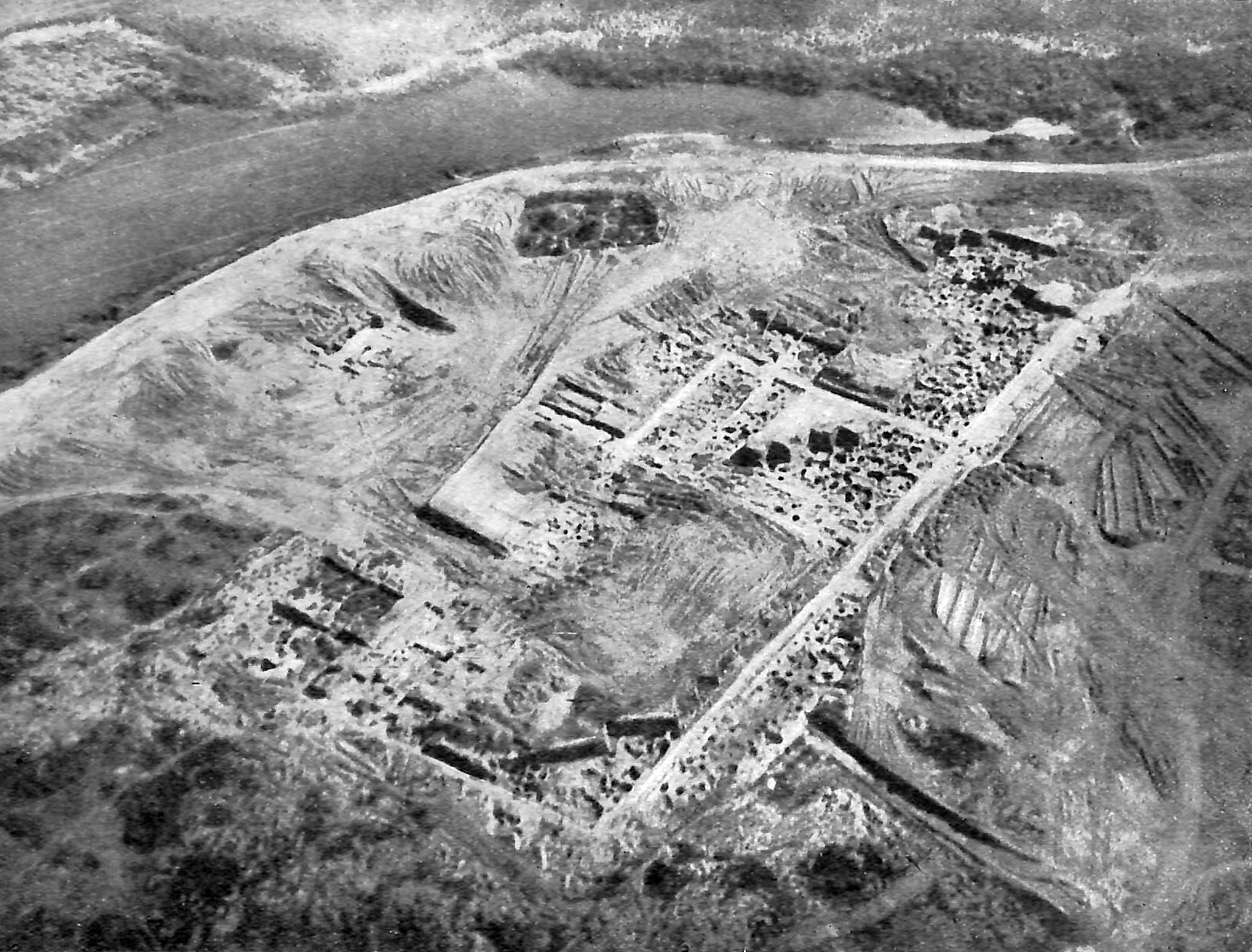
Le site de la forteresse khazare de Sarkel, découvert et fouillé par Mikhaïl Artamonov dans les années 1930.

En 838, le Khagan de la Rus’ envoie une ambassade à Byzance dont le motif pourrait être d'établir des liens commerciaux afin de relier la Suède à travers l’Europe de l’Ouest, ou bien la négociation d'un traité de paix après l’expédition paphlagonienne des années 830. Duczko plaide en faveur de la première hypothèse, soutenant que les émissaires Rus' sont ensuite envoyés en direction du Danemark comme facilitateurs linguistiques pour délivrer une proposition d'alliance avec l'Empire Byzantin. En effet, ces derniers se trouvent en difficulté face aux Sarrasins. C'est également en 838 qu'un traité de coopération est conclu entre Byzantins et Khazars pour la construction d'une forteresse à Sarkel, en territoire Rus, pour se protéger d'ennemis communs - probablement d'autres groupes Rus non soumis au Kaghanat ou des proto-Magyars.
En 839, les émissaires Rus' envoyés par l'empereur Théophile ne parviennent pas à traverser le territoire germanique et trouvent refuge à la court de l’empereur Louis le Pieux à Ingelheim. Ils se désignent comme des Suiones ayant un souverain portant le titre de chacanus,. Louis le Pieux les fait emprisonner, supposant une tentative d'espionnage, et envoie un courrier à Théophile afin d'éclaircir la situation,. Un courrier de l'empereur byzantin permet de clarifier la situation et les émissaires pourraient être libérés afin d'achever leur mission vers le Danemark. Cette hypothèse repose sur trois sceaux diplomatiques provenant du Patrice Theodosios Babutzikos, chargé diplomatique grec, sont identifiés au Danemark. Ils sont du même types que ceux utilisés entre 839 et 842,. Ces éléments permettraient de confirmer qu'une mission diplomatique a bien atteint le Danemark et effectue son chemin du retour non pas vers Byzance, mais vers le nord de la Russie.
Il est probable qu'avant 860, le Khagan de la Rus' est confronté à la pression de groupes d'aventuriers descendant la rivière et les encourage à mener une expédition vers Constantinople. En effet, en 860, les Rus’ assiègent Constantinople avec une flotte de 200 navires. L’armée et la marine byzantine sont alors loin de la capitale, laissant celle-ci particulièrement vulnérable. Le moment choisi pour cette expédition permet de croire que les Rus' ont de bonnes connaissance de la situation intérieure de l’empire, soutenant l'hypothèse d'une collaboration avec le Khagan de la Rus' en raison des relations commerciales et autres établies depuis l’ambassade de 838. Les guerriers rus’ dévastent les environs de Constantinople avant de se retirer de façon soudaine le 4 aout.

### Déclin et héritage

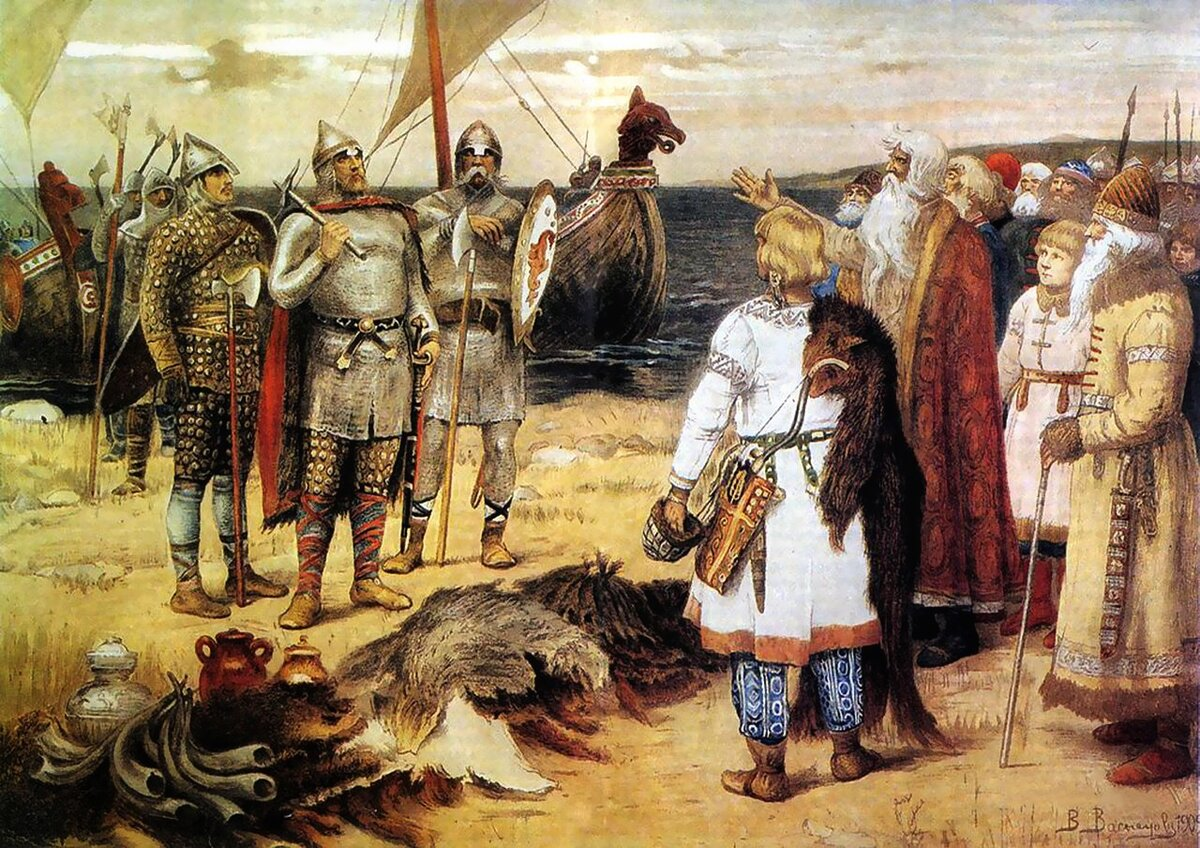
Riourik et ses frères au lac Ladoga, par Apollinary Vasnetsov (1856-1933).

Le sort du Khaganat rus’ et le processus qui conduisit à son incorporation dans la Rus’ kiévienne de Riourik demeure incertain. Les Kiéviens ne semblent guère avoir connu l’existence du Khaganat. Les sources slaves ne mentionnent ni la conversion de la Rus’ dans les années 860, ni l’expédition paphlagonienne des années 830. Le compte-rendu de l’expédition rus’ contre Constantinople des années 860 fut emprunté par les auteurs de la Chronique des temps passés à des sources grecques ce qui suggère une absence de tradition écrite vernaculaire.
Entre 863 et 871, la plupart des sites Rus' situés au nord-ouest sont détruits par le feu. Les archéologues ont trouvé des preuves convaincantes que Holmgard, Aldeigja, Alaborg, Izborsk et d’autres centres sont rasés à cette période. La Chronique des temps passés indique que différentes élites varègues sont en conflits entre elles, indiquant qu'à la date de 862, le prince Riourik et ses frères arrivent dans la région. Cependant, il est difficile de se fier à la chronologie établie par ce texte qui situe incorrectement d'autres événements connus. La Chronique de Nikon, du XVIe siècle attribue les événements menant à la chute du contrôle varègue à Vadim le Gros, comme « réaction païenne » devant la christianisation de la Rus’[source insuffisante]. Les causes de ces destructions et l'origine des dissensions internes restent incertaines, cependant elles peuvent être la conséquence de la croissance politique du Khaganat, devenant un territoire attractif pour les groupes militaires scandinaves, permettant également d'envisager l'hypothèse de raids vikings extérieurs. Cette nouvelle vague d'installation viking, venus peut-être de Roden (en) en Suède s'établiraient dans la région sous la direction d'un chef que les chroniques relient à Riourik,.

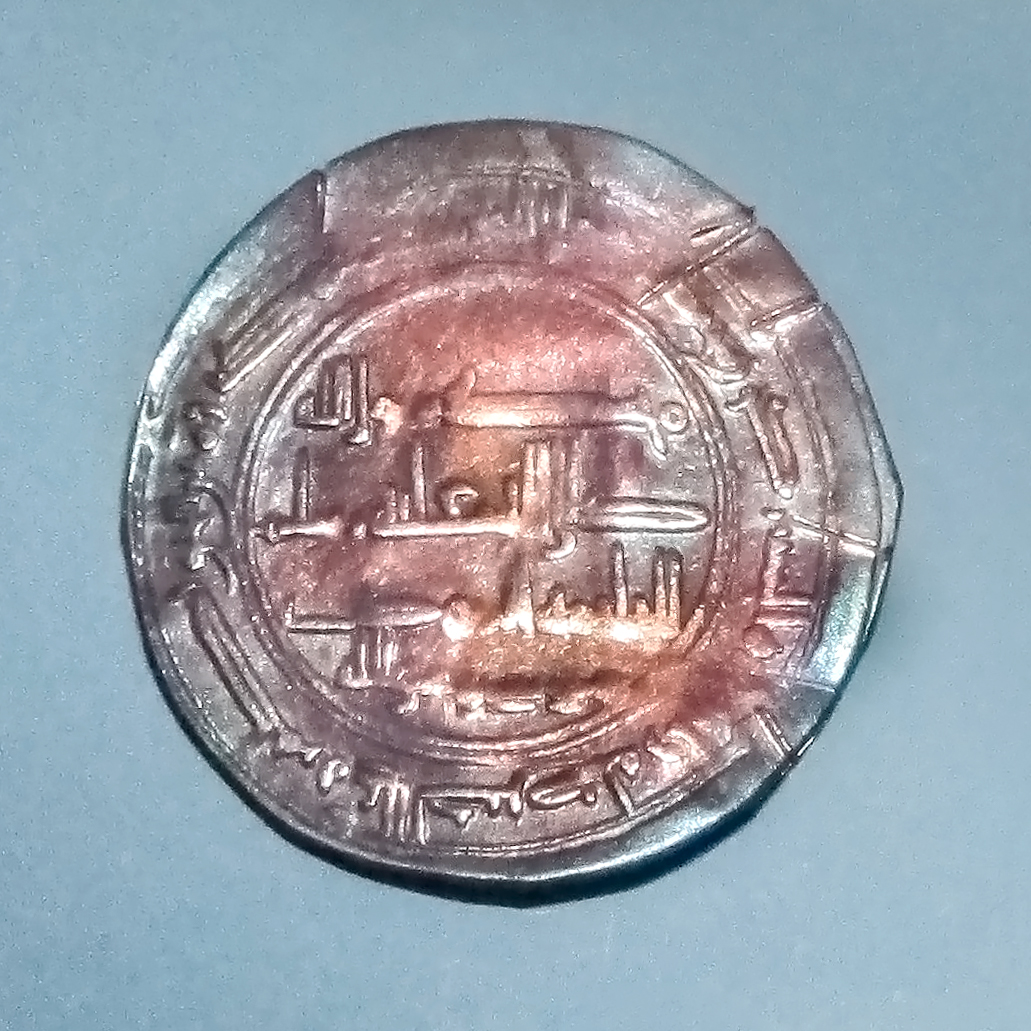
Yarmaq trouvé dans le trésor de Spillings enfoui vers 870 à Slite, Gotland.

Une période de troubles s'ensuit entre 875 et 900. L’absence d’accumulation de pièces de monnaie pour les années 880 et 890 suggère que la route marchande de la Volga pourrait cesser de fonctionner, précipitant ainsi « la première crise de pièces d’argent en Europe »,. Durant cette période, un autre changement s'opère également au niveau de la moyenne Volga et voit l'affirmation d'une nouvelle structure politique, le Khanat bulgare de la Volga au détriment de la précédente hégémonie Khazare. Après cette période de crise, la région connait une nouvelle période de croissance aux environs de 900. Zuckerman[source insuffisante] relie cette renaissance à l’arrivée de Riourik et de ses hommes qui, pour des raisons incertaines, délaissèrent la Volga pour le Dniepr. Les implantations scandinaves de Ladoga et de Novgorod prennent un nouveau départ et se développent rapidement. Au cours de la première décennie du Xe siècle, un avant-poste marchand d’importance grandit sur le Dniepr à Gnezdovo, près de l’actuelle Smolensk. Kiev devient également un centre urbain d’importance durant cette période,.
Selon Peter Golden, le Khaganat de Rus prend fin au tournant du Xe siècle. Zuckerman pour sa part soutient que l’absence du titre de khagan dans le premier traité russo-byzantin prouve que le concept de Khaganat Rus' disparait en 911.

## Localisation géographique

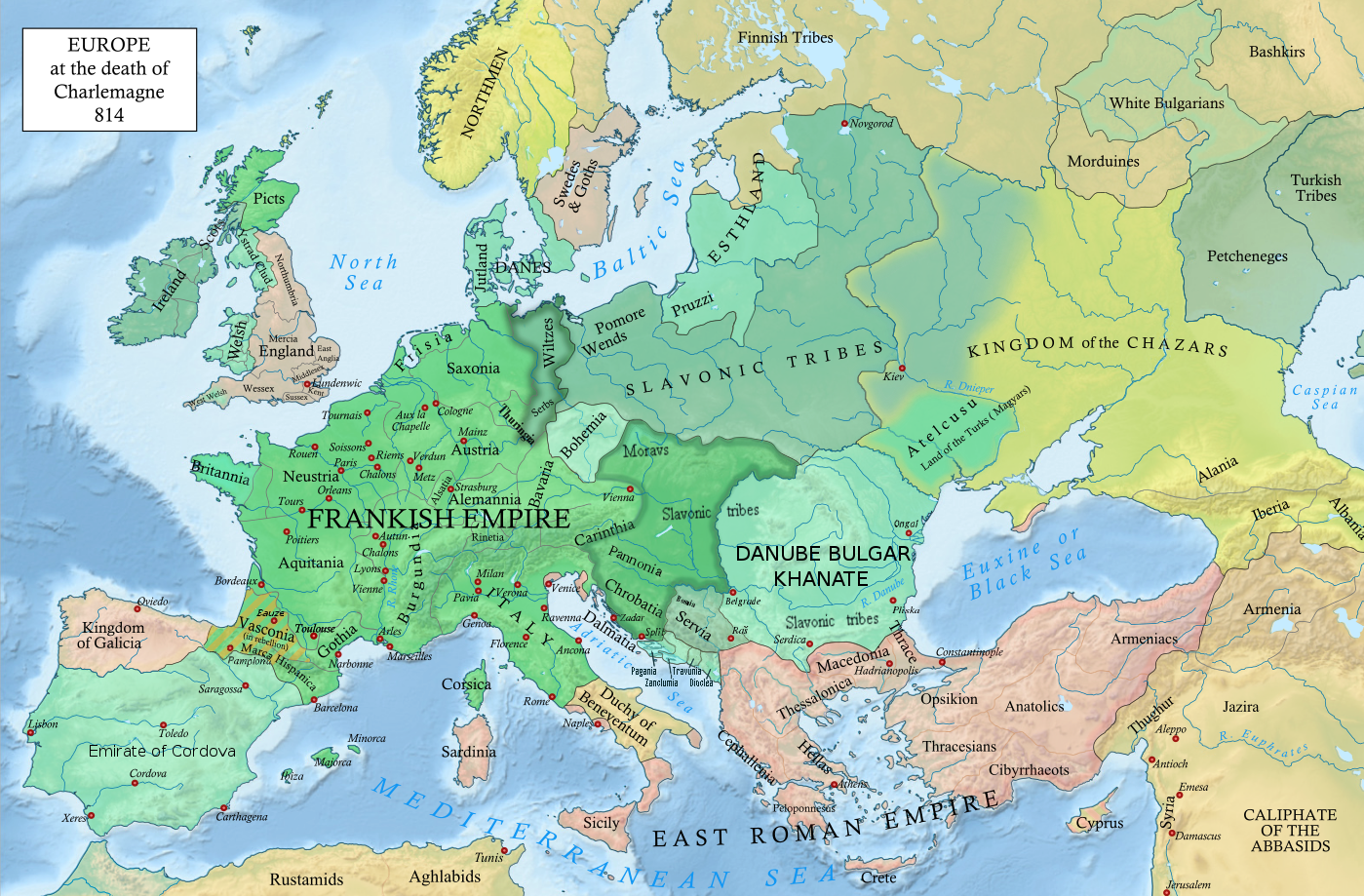
L'Europe au début du IXe siècle.

La localisation géographique du supposé Khaganat de la Rus' fait débat depuis le début du XXe siècle. Selon une théorie très minoritaire, il aurait été situé quelque part en Scandinavie, aussi loin à l’ouest peut-être que Walcheren. À l’opposé, Georges Vernadsky soutient que ce Khaganat aurait eu ses quartiers généraux dans la partie est de la Crimée ou dans la péninsule de Taman et que l’ile décrite par ibn Rustah aurait vraisemblablement été située dans l’estuaire du fleuve Kouban. Aucune de ces deux théories n’a beaucoup de tenants, les archéologues n’ayant découvert aucune trace d’implantation slavo-normande dans la région de Crimée au IXe siècle et aucune source normande ne mentionnant de khagans en Scandinavie.
L’historiographie soviétique, telle que représentée par Boris Rybakov et Lev Gumilev, a soutenu qu'un proto-État slave s'établit à Kiev qui devait être la résidence des khagans. Mikhail Artamonov a adhéré à cette théorie qu’il a défendue dans les années 1990. Les historiens occidentaux cependant ne s’y sont pas ralliés, car il n’y a pas de preuve d’une présence normande à Kiev avant le Xe siècle. On n’a pas trouvé non plus ces grandes quantités de pièces de monnaie qui prouveraient que la route commerciale du Dniepr, l’ossature de la Rus’ kiévienne ultérieure, fonctionnait déjà au IXe siècle. Après étude des preuves archéologiques, Zuckerman en est venu à la conclusion que Kiev avait été fondée en tant que forteresse sur les frontières khazare et magyare et que ce n’est qu’après le départ des Magyars vers l’ouest en 889 que le moyen Dniepr commença à devenir une zone commercialement prospère.
À la suite de Vasily Bartold, nombre d’historiens ont proposé une position plus nordique pour le Khaganat, mettant en valeur le fait que le rapport de ibn Rustah’s était la seule source historique permettant de localiser le Khaganat. Les recherches archéologiques récentes conduites par Anatoly Kirpichnikov et Dmitry Machinsky ont soulevé la possibilité que ce Khaganat ait pu regrouper diverses implantations le long de la rivière Volkhov, comprenant Ladoga, Lyubsha, Duboviki, Alaborg et Holmgard,. « La plupart de celles-ci ne furent à l’origine rien d’autre que des stations permettant le rééquipement ou l’approvisionnement et offrant la possibilité d’échanges et de redistribution de marchandises le long du fleuve et des routes caravanières ». Noonan ne considère pas non plus que les textes d'Ibn Fadlan se réfèrent au territoire Kiévain, mais bien aux communautés Rus' situées dans la septentrionale de Russie. Cette région comprenant aujourd’hui Saint-Pétersbourg, Novgorod, Tver, Iaroslavl et Smolensk est connue dans les anciennes sources normandes sous le nom de « Garðaríki », ou « terre des forts ».
Si l’on en croit le voyageur anonyme cité par ibn Rustah, le Rus’ de la période du Khaganat utilisait régulièrement la route de la Volga pour faire commerce avec le Moyen-Orient, possiblement grâce à des intermédiaires khazars ou bulgares. Sa description de l’ile des Rus’ porte à croire que leur centre était Holmgard, ville qui précéda Novgorod et dont le nom, venant du vieux normand signifie « le château de l’ile sur la rivière ». La Première chronique de Novgorod décrit les troubles qui affligèrent Novgorod avant que Riourik ne soit invité à gérer la région en 860. Sur cette base, Johannes Brøndsted soutint que Holmgard-Novgorod fut la capitale du Khaganat plusieurs décennies avant l’arrivée de Riourik, y compris la période où se déroula la première ambassade à Constantinople en 839. Machinsky est d’accord avec cette théorie, mais fait remarquer que le principal centre économique et politique de la région avant l’épanouissement de Holmgard-Novgorod était situé à Aldeigha-Ladoga.

## Société

### Organisation politique
L'essentiel des informations sur l'organisation politique de Khaganat de la Rus est tardive et sont rédigés par ibn Fadlan en 922, qui montre l'influence du système politique Khazar sur l'organisation politique du Khaganat. Il mentionne que le khagan n’avait qu'une autorité judiciaire et que l'essentiel du pouvoir est limité par des religieux et un lieutenant ou vice-roi,. Tout comme le Khagan Khazar, il vit sur une île. Sa principale occupation consiste à boire et faire l'amour avec ses concubines,. La régulation des conflits, s'ils ne peuvent se faire par la médiation du Khagan Rus', s'effectue alors par duels judiciaires.
Cette dichotomie entre l’impuissance relative du chef en titre et l’autorité réelle de son assistant se retrouve dans la structure de gouvernement khazar, où l’autorité séculière réside dans les mains du Khaga Bek qui n’est qu’en théorie subordonné au khagan et reflète le système germanique traditionnel où on constate une division des pouvoirs entre le roi et le commandant militaire. Certains spécialistes ont noté des similarités entre cette royauté dualiste et la relation existant entre Igor et Oleg de Kiev au début du Xe siècle. Cette séparation entre le chef sacré et le commandant militaire peut être observée dans la relation entre Oleg et Igor mais il est impossible d’affirmer que ceci soit un legs du Khaganat rus’ à l’État qui l’a suivi. Les premières principautés de la Rous’ kiévienne présentaient certaines caractéristiques distinctives que l’on peut retrouver dans le gouvernement, l’organisation militaire et la jurisprudence en application chez les Khazars et autres peuples des steppes ; certains historiens croient que ces caractéristiques ont été transmises des Khazars à la Rus’ kiévienne par les premiers khagans rus’.

### Coutumes et religion

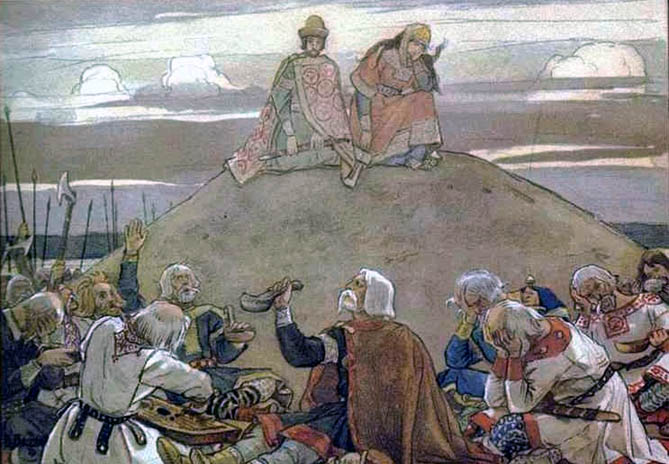
Oleg pleuré par ses guerriers. Toile de Viktor Vasnetsov datant de 1899. Ce rite funèbre avec érection d'un tumulus est typique à la fois des coutumes nomades scandinaves et eurasiatiques.

Les influences scandinaves semblent prédominer chez les Rus’ à la lecture des commentaires d'Ibn Fadlân. Les excavations conduites depuis 1820 à Ladoga et dans des sites similaires du nord de la Russie confirment ces indications. Ibn Fadlan décrit les funérailles d’un noble rus’ qui est déposé « dans une tombe ressemblant à une grande maison », avec de la nourriture, des amulettes, des pièces de monnaie et autres objets en plus de son épouse principale. « La porte de la tombe est alors scellée et elle meurt là ». Il évoque également l'érection de monticule ou cénotaphe, sur lequel ils mettent une pièce de bois sur laquelle ils inscrivent des caractères runiques.
Le voyageur arabe nous laisse également une description de la coutume rus’ de la crémation d’un notable dans un bateau incluant des sacrifices d’animaux et d’humains. Lorsqu’un homme pauvre mourrait, on le déposait dans un petit bateau que l’on incinérait ; les funérailles d’un noble étaient beaucoup plus élaborées. Ses possessions étaient divisées en trois parties : la première allait à sa famille, la deuxième servait à payer le costume des funérailles et le troisième pour payer la bière qui serait bue le jour de la crémation. L’une de ses esclaves féminines se portait alors volontaire pour être mise à mort et aller rejoindre son maitre au paradis. Le jour de la crémation, on déterrait le cadavre de la fosse, on le vêtait de beaux vêtements et on le déposait sur un bateau spécialement construit pour l’occasion. L’esclave était alors mise à mort (après que les parents du mort et ses amis aient eu des relations sexuelles avec elle) et déposée sur le bateau avec son maitre ; le parent le plus proche du défunt mettait alors le feu à ce bateau. Les funérailles se terminaient par la construction d’un tumulus de forme ronde.
L’esprit d’indépendance et d’entreprise inculqué au jeune Rus’ dès sa naissance a fortement impressionné les écrivains du début du Moyen Âge. D'après Ibn Rustah, les garçons doivent faire leur preuve par l'épée. Al-Marwazi reprend cette description des instructions données au garçon et ajoute que si c’est une fille, c’est elle qui recevra l’héritage. Ce même sens d’un individualisme extrême se retrouve dans le traitement des malades qui sont isolés dans une tente avec du pain et de l'eau. Selon ibn Fadlan, « S’il s’en remet, il rejoint le groupe ; s’il meurt, on le brule sauf si c’est un serf qui est alors jeté en pâture pour les chiens et les vautours »,. Les sources décrivent aussi les Rus’ comme très libéraux en matière sexuelle. Ibn Fadlan note que le roi des Rus’ n’hésitait pas à avoir des relations sexuelles avec les esclaves de son harem en public. Lorsque les marchands rous’ arrivaient sur les rives de la Volga, ils faisaient l’amour avec les esclaves qu’ils avaient apportées pour la vente en présence de leurs camarades, ce qui quelquefois se transformait en véritable orgie,.
À la fois ibn Fadlan et ibn Rustah décrivent les Rus’ comme des païens pieux. Ibn Rustah et, après lui, Garizi rapportent que les shamans rus’ ou « hommes médecine » (attiba) avaient beaucoup d’emprise sur le peuple. Selon ibn Rustah, ces shamans « agissaient comme s’ils possédaient toutes choses ». Ils décidaient des femmes, hommes ou animaux qui seraient offerts en sacrifice et il était impossible d’en appeler de leurs décisions. Un shaman prenait la victime désignée, humaine ou animale et la mettait au bout d’une perche jusqu’à ce qu’elle meure,. Ibn Fadlan nous a laissé une description de marchands rus’ priant devant « un grand pieux de bois ayant une figure semblable à celle d’un être humain entouré de plus petites figures, à l’intérieur d’un cercle de pieux fixés au sol ». Si les affaires n’étaient pas bonnes, on faisait de nouvelles offrandes cette fois aux petites idoles. Lorsqu’au contraire les affaires étaient particulièrement bonnes, les marchands faisaient des offrandes additionnelles de bétail et d’agneaux, certaines d’entre elles étant distribuées sous forme d’aumônes,.
Le patriarche Photius de Constantinople, dans une lettre datant de 867, rapporte que les Rus’ s’étaient convertis au christianisme et qu’il avait jugé bon de leur envoyer un évêque. Ibn Khordadbeh écrit à la fin du IXe siècle que les Rus’ parvenus dans les pays musulmans affirmèrent être chrétiens. Selon Dimitri Obolensky, il est possible que de premières conversions aient eu lieu peu après la première attaque Rus’ contre Constantinople en 860, qu’un premier évêque ait été envoyé en 867, suivi d’un archevêque en 874. Toutefois, cette première Église aurait pratiquement disparu avec le déclin du Khaganat et lorsqu'un nouveau groupe Scandinaves migre depuis le Nord. Une petite communauté aurait toutefois survécu qui s’agrandit progressivement jusqu’à la conversion finale sous Vladimir.

### Note
- (en) Cet article est partiellement ou en totalité issu de l’article de Wikipédia en anglais intitulé « Rus' Khaganate » (voir la liste des auteurs).

1. ↑  Du Cange: art. Caganus : « Les Byzantins utilisent souvent le titre chaganus dans leurs écrits pour référer aux chefs de peuples de la steppe, particulièrement dès le VIIe siècle pour désigner les Avars et les Khazars ».